# Nazarje
Nazarje so naselje v Zgornji Savinski dolini z okoli 900 prebivalci, sedež istoimenske občine in župnije.

## Opis
Nazarje so industrijsko, obrtno, prometno in zaposlitveno središče Zgornje Savinjske doline.
Naselje je nastalo ob sotočju rek Savinje in Drete in se v večjem delu izoblikovalo šele po 2. svetovni vojni.  Prevladuje sklenjena pozidava individualnih hiš, na levem bregu Drete je tudi nekaj stanovanjskih blokov. Del naselja je tudi na levem bregu reke Savinje.

## Znamenitosti
Prenovljeni grad Vrbovec se nahaja desno od sotočja Savinje in Drete.
Na griču Gradišče (389 mnm) stoji župnijska cerkev Marijinega oznanjenja iz 17. stoletja, ob njej pa frančiškanski samostan in samostan klaris.